# Euniusz (imię)
Euniusz – imię pochodzi z greki Eúneōsi oznacza szkutnika bądź dobrego żeglarza, może to też być zlatynizowana forma irlandzkiego imienia Oanagh, Uon – jagniątko, owieczka i tak należy kojarzyć imię świętego. Imieniny obchodzone są 1 lutego.